# Haematopota neavei
Haematopota neavei är en tvåvingeart som beskrevs av Austen 1912. Haematopota neavei ingår i släktet Haematopota och familjen bromsar.
Artens utbredningsområde är Rwanda. Inga underarter finns listade i Catalogue of Life.